# Conostegia centronioides
Conostegia centronioides är en tvåhjärtbladig växtart som beskrevs av Markgr.. Conostegia centronioides ingår i släktet Conostegia och familjen Melastomataceae. IUCN kategoriserar arten globalt som livskraftig.
Artens utbredningsområde är Ecuador. Utöver nominatformen finns också underarten C. c. lancifolia.